# Rugby en España 1970
La temporada 1969/1970 del rugby español comenzó el 15 y 17 de diciembre de 1969 con sendos enfrentamientos de dos combinados españoles contra el equipo sudafricano del Transvaal College. Partidos programados en preparación del enfrentamiento de la Vª Copa de la FIRA contra Yugoslavia el 21 de diciembre de 1969 y un amistoso contra Francia B, el 11 de enero de 1970.

La temporada de 1970 es importante porque en ella se vuelve a disputar una liga nacional española, tras las dos primeras de 1953 y 1954. Es por tanto la 3.ª liga  en la que participan 6 equipos españoles (3 madrileños, 2 barceloneses y 1 donostiarra) . El resultado de esta liga, además del título de Campeón, permitiría a los 4 primeros clasificados participar en la 37.ª edición del Campeonato de España de 1.ª categoría, Copa de España o Copa de S.E. el Generalísimo, como se denominaba en ese tiempo. De igual modo, el Campeonato de España de 2.ª categoría (Copa F.E.R.) se convirtió en un torneo de ascenso a la liga nacional entre los equipos vencedores de las ligas regionales.

Aunque en 1970, el rugby continuaba siendo un deporte eminentemente universitario, practicado principalmente en ciudades con universidad como Madrid, Barcelona y Sevilla, comenzaba a popularizarse fuera de ellas y en ámbitos no académicos. Aparte de estas tres ligas: Madrid con 3 divisiones, Cataluña con 2 y Andalucía con otra, se jugaban otras ligas menores en Valencia, País Vasco-Navarra y Asturias. Otros campeonatos aún menores eran los de Aragón, León y Valladolid.

CUADRO DE HONOR
| TORNEO                           | CAMPEÓN                                     | SUBCAMPEÓN                        |
| -------------------------------- | ------------------------------------------- | --------------------------------- |
| III Campeonato Liga 1.ª División | Club Atlético San Sebastián                 | Club de Fútbol Barcelona          |
| XXXVII Campeonato España (Copa)  | Canoe Natación Club                         | Club Atlético San Sebastián       |
| XX Copa F.E.R. (Ascenso)         | Colegio El Salvador                         | Unión Deportiva Samboyana         |
| VII Campeonato España Juvenil    | Unión Deportiva Samboyana                   | Club Natación Pueblo Nuevo        |
| Liga Catalana 1.ªD               | Club Natación Barcelona                     | Unión Deportiva Samboyana         |
| Liga de Madrid 1.ªD              | Canoe Natación Club                         | Club Olímpico-64 Madrid           |
| Liga Castellana                  | Colegio El Salvador                         | Rugby Seminario Inglés Valladolid |
| Liga Vasco-Navarra               | Sociedad Deportiva Anoeta                   | Club Atlético San Sebastián       |
| Liga Valenciana                  | Gimnasio Educación y Descanso (RC Valencia) | XÈ-15 Valencia                    |
| Liga Andaluza                    | Sevilla Club de Fútbol                      | Club Natación Sevilla             |
| Liga Asturiana                   | Real Gijón                                  | CAU Oviedo                        |
| VI Copa Ibérica                  | Club de Fútbol Barcelona                    | Colegio Mayor Cisneros            |
| Copa FIRA 2.ª División           | Selección de rugby de España                | 2ª posición                       |

## Competiciones Nacionales

### III Campeonato Nacional de Liga
Para 1970 la F.E.R. había decidido retomar la organización de un Campeonato Nacional de Liga, competición que había sido abandonada en 1953, tras su segunda edición. En 1969 se disputó un torneo clasificatorio para 10 equipos encuadrados en dos grupos, de los cuales formarían la nueva liga los 3 primeros de cada grupo.

#### Torneo Clasificatorio de 1969

##### Grupo A
Clasificados: 1.º Colegio Mayor Cisneros 21 puntos, 2.º Canoe Natación Club 20 puntos, 3.º Club Atlético Universitario (CAU) 18 puntos, los 3 de Madrid.

Eliminados: 4.º Agrupación Gimnástica Macarena de Sevilla, 10 puntos y 5.º Colegio Mayor Aquinas de Madrid, 10 puntos.

##### Grupo B
Clasificados: 1.º Club de Fútbol Barcelona 22 puntos, 2.º Club Atlético San Sebastián 22 puntos, 3.º Club Deportivo Universitario de Barcelona 14 puntos.

Eliminados: 4.º Unión Deportiva Samboyana 12 puntos y Club Natación Barcelona 10 puntos.

#### Resultados
La liga comenzó el 18 de enero de 1970 y con sus seis primeras jornadas seguidas hasta el 22 de febrero en que se paró la competición para disputar la Copa Ibérica. Se reanudó el 8 y 15 de marzo. Las dos últimas jornadas se celebraron tras la IIª Copa Naciones Júnior en Vichy (Francia), el 5 y 12 de abril.

La competición se desarrollaría con el sistema liga, de todos contra todos a dos vueltas. El ganador de cada partido recibe 3 puntos, el perdedor 1 punto y en caso de empate se reparten 2 puntos cada equipo. Aunque en un principio se pensó que el último descendería directamente a regional y el penúltimo debería promocionar con el segundo clasificado de la fase de ascenso, la buena acogida de la liga, permitió una ampliación de la misma a 8 equipos, por lo que se mantuvieron la categoría de los perdedores y se ascendió directamente a ambos finalistas del torneo de ascenso. 
| Resultados 1.ª División 1970       | Resultados 1.ª División 1970 | Resultados 1.ª División 1970 | Resultados 1.ª División 1970 |
| Ciudad                             | Local                        | Resultado                    | Visitante                    |
| ---------------------------------- | ---------------------------- | ---------------------------- | ---------------------------- |
| 1ª Jornada (18 de enero de 1970)   |                              |                              |                              |
| San Sebastián                      | C .Atl. San Sebastián        | 25-9                         | C.D. Universitario           |
| Barcelona                          | C.F. Barcelona               | 14-3                         | Canoe N.C.                   |
| Madrid                             | C. Atl. Universitario        | 11-0                         | C.M. Cisneros                |
| 2ª Jornada (25 de enero de 1970)   |                              |                              |                              |
| Barcelona                          | C.F. Barcelona               | 14-3                         | C.D. Universitario           |
| Madrid                             | C.M. Cisneros                | 0-21                         | C .Atl. San Sebastián        |
| Madrid                             | Canoe N.C.                   | 3-3                          | C. Atl. Universitario        |
| 3ª Jornada (1 de febrero de 1970)  |                              |                              |                              |
| Madrid                             | C.M. Cisneros                | 6-19                         | Canoe N.C.                   |
| Madrid                             | C. Atl. Universitario        | 17-6                         | C.D. Universitario           |
| San Sebastián                      | C .Atl. San Sebastián        | 17-3                         | C.F. Barcelona               |
| 4ª Jornada (8 de febrero de 1970)  |                              |                              |                              |
| Madrid                             | C. Atl. Universitario        | 5-9                          | C .Atl. San Sebastián        |
| Madrid                             | Canoe N.C.                   | 9-6                          | C.D. Universitario           |
| Barcelona                          | C.F. Barcelona               | 16-3                         | C.M. Cisneros                |
| 5ª Jornada (15 de febrero de 1970) |                              |                              |                              |
| Barcelona                          | C.D. Universitario           | 14-0                         | C.M. Cisneros                |
| Barcelona                          | C.F. Barcelona               | 23-12                        | C. Atl. Universitario        |
| San Sebastián                      | C .Atl. San Sebastián        | 5-6                          | Canoe N.C.                   |
| 6ª Jornada (22 de febrero de 1970) |                              |                              |                              |
| Barcelona                          | C.D. Universitario           | 6-14                         | C .Atl. San Sebastián        |
| Madrid                             | Canoe N.C.                   | 14-3                         | C.F. Barcelona               |
| Madrid                             | C.M. Cisneros                | 11-0                         | C. Atl. Universitario        |
| 7ª Jornada (8 de marzo de 1970)    |                              |                              |                              |
| Barcelona                          | C.D. Universitario           | 8-14                         | C.F. Barcelona               |
| San Sebastián                      | C .Atl. San Sebastián        | 15-0                         | C.M. Cisneros                |
| Madrid                             | C. Atl. Universitario        | 12-9                         | Canoe N.C.                   |
| 8ª Jornada (15 de marzo de 1970)   |                              |                              |                              |
| Madrid                             | Canoe N.C.                   | 15-3                         | C.M. Cisneros                |
| Barcelona                          | C.D. Universitario           | 3-6                          | C. Atl. Universitario        |
| Barcelona                          | C.F. Barcelona               | 12-3                         | C .Atl. San Sebastián        |
| 9ª Jornada (5 de abril de 1970)    |                              |                              |                              |
| San Sebastián                      | C .Atl. San Sebastián        | 17-0                         | C. Atl. Universitario        |
| Barcelona                          | C.D. Universitario           | 8-12                         | Canoe N.C.                   |
| Madrid                             | C.M. Cisneros                | 17-8                         | C.F. Barcelona               |
| 10ª Jornada (12 de abril de 1970)  |                              |                              |                              |
| Madrid                             | C.M. Cisneros                | 17-0                         | C.D. Universitario           |
| Madrid                             | C. Atl. Universitario        | 15-24                        | C.F. Barcelona               |
| Madrid                             | Canoe N.C.                   | 17-19                        | C .Atl. San Sebastián        |

#### Tabla de resultados
| Local \ Visitante     | ASS  | CFB   | CDU  | CNC   | CMC  | CAU   |
| --------------------- | ---- | ----- | ---- | ----- | ---- | ----- |
| C .Atl. San Sebastián | —    | 17–3  | 25–9 | 19–17 | 15–0 | 17–0  |
| C.F. Barcelona        | 12–3 | —     | 14–3 | 14–3  | 17–8 | 23–12 |
| C.D. Universitario    | 6–14 | 8–14  | —    | 8–12  | 14–0 | 3–6   |
| Canoe N.C.            | 5–6  | 14–3  | 9–6  | —     | 15–3 | 3–3   |
| C.M. Cisneros         | 0–21 | 17–8  | 17–0 | 6–19  | —    | 22–6  |
| C. Atl. Universitario | 5–9  | 15–24 | 17–6 | 12–9  | 11–0 | —     |

#### Clasificación
| \| \| Clasificación Liga Nacional 1969-1970 \| |                                       |     |   |   |   |     |     |        |
| Pos                                            | Equipo                                | Jug | V | E | D | PF  | PC  | Pts    |
| 1                                              | Club Atlético San Sebastián           | 10  | 8 | 0 | 2 | 145 | 58  | 26     |
| 2                                              | Club de Fútbol Barcelona              | 10  | 7 | 0 | 3 | 131 | 95  | 24     |
| 3                                              | Canoe Natación Club                   | 10  | 6 | 1 | 3 | 107 | 79  | 23     |
| 4                                              | Club Atlético Universitario (CAU)     | 10  | 4 | 1 | 5 | 87  | 116 | 19     |
| 5                                              | Colegio Mayor Cisneros                | 10  | 3 | 0 | 7 | 68  | 125 | 14 (a) |
| 6                                              | Club Deportivo Universitario          | 10  | 1 | 0 | 9 | 63  | 128 | 12     |
|                                                | Clasificación Liga Nacional 1969-1970 |     |   |   |   |     |     |        |

(a) CM Cisneros con dos puntos menos por sanción
| Trophee championnat Espagnol Rugby  |
| Campeón Club Atlético San Sebastián |
| 1er título                          |

### XXXVII Campeonato de España (Copa del Generalísimo)
La Copa del Generalísimo (actual Copa del Rey) es el Campeonato de España de 1.ª categoría y la competición de mayor prestigio en esa época. Se clasificaban para ella los 4 primeros de la Liga Nacional, y se emparejaban para semifinales a un solo partido por sorteo. En los emparejamientos resultó que se enfrentarían por un lado el 1.º y el 2.º de la liga, y por otro lado ambos equipos madrileños, que eran 3.º y 4.º las semifinales se jugaron en San Sebastián y Madrid; y la final en Madrid.

#### Semifinales
19 de abril de 1970

|                             | Resultado |                                   |
| --------------------------- | --------- | --------------------------------- |
| Club Atlético San Sebastián | 6-5       | Club de Fútbol Barcelona          |
| Canoe Natación Club         | 25-3      | Club Atlético Universitario (CAU) |

#### Final
3 de mayo de 1970

|                             | Resultado |                     |
| --------------------------- | --------- | ------------------- |
| Club Atlético San Sebastián | 13-17     | Canoe Natación Club |

| Copa_del_Rey_(rugby_union)  |
| Campeón Canoe Natación Club |
| 3er título                  |

### XX Copa F.E.R (Torneo de Ascenso a Liga Nacional)
El tradicional campeonato de España de 2.ª categoría se convirtió en 1970 en la fase de ascenso para la Liga Nacional. El campeón del torneo obtendría además del título , el pase directo a la liga, mientras que el subcampeón tendría la opción de ascender, jugando una promoción con el penúltimo de la liga. Sin embargo al decidirse aumentar el número de equipos de la liga, ambos equipos obtuvieron el ascenso directo.
La clasificación para el torneo se obtenía en la ligas regionales hasta 16 equipos que formaron un cuadro de tres eliminatorias a un solo partido. Hubo una fase previa en la que los representantes de Valladolid, León y Aragón se jugaron un puesto, siendo obtenido por El Salvador de Valladolid con facilidad. En la liga vasco-navarra el segundo clasificado, el Atlético San Sebastián B renunció a su plaza al tener ya a su primer equipo en liga nacional. El tercer clasificado, el Universitario de Bilbao, ocupó la plaza vacante. 
| Federación    | Campeón                       | Subcampeón                | Tercero                             |
| ------------- | ----------------------------- | ------------------------- | ----------------------------------- |
| CATALUÑA      | Club Natación Barcelona       | Unión Deportiva Samboyana | Rugby Club Cornellà                 |
| MADRID        | Canoe Natación Club B         | Olímpico-64               | Club Deportivo Arquitectura         |
| ANDALUCIA     | Sevilla Club de Fútbol        | Club Natación Sevilla     | Agrupación Gimnástica Macarena      |
| ASTURIAS      | Real Gijón                    | CAU Oviedo                |                                     |
| VASCO-NAVARRA | Sociedad Deportiva Anoeta     |                           | Club Deportivo Universitario Bilbao |
| LEVANTE       | Gimnasio Educación y Descanso | XÈ-15 Valencia            |                                     |
| VALLADOLID    | Colegio El Salvador           |                           |                                     |

En el cuadro de competición hubo pocas sorpresas, con los equipos castellanos y catalanes superando fácilmente su eliminatorias. En octavos el duelo más cerrado se dio entre los madrileños del Arquitectura y los catalanes del Cornellá, saliendo estos últimos vencedores con un ajustado 8-6.

A semifinales llegaron dos veteranos equipos catalanes (Samboiana y Natació) y dos jóvenes equipos castellanos, el vallisoletano El Salvador y el madrileño Olímpico-64. Los pucelanos superaron fácilmente al Natación, pero los decanos del rugby español sufrieron mucho para imponerse a un correoso Olímpico por un corto 9-3.

La final, con ambos equipos ascendidos, solo ponía en juego la copa, y esta fue ganada con solvencia por El Salvador, que ya había demostrado ser uno de los mejores equipos en categorías inferiores y que ahora aspiraba a todo en senior.
|  | Octavos de final 5 de abril de 1970 | Octavos de final 5 de abril de 1970 | Octavos de final 5 de abril de 1970 |                           |                           | Cuartos de final 12 de abril de 1970 | Cuartos de final 12 de abril de 1970 | Cuartos de final 12 de abril de 1970 |  |                           | Semifinales 19 de abril de 1970 | Semifinales 19 de abril de 1970 | Semifinales 19 de abril de 1970 |  |                     | Final 26 de abril de 1970 | Final 26 de abril de 1970 | Final 26 de abril de 1970 |  |
|  |                                     |                                     |                                     |                           |                           |                                      |                                      |                                      |  |                           |                                 |                                 |                                 |  |                     |                           |                           |                           |  |
|  |                                     |                                     |                                     |                           |                           |                                      |                                      |                                      |  |                           |                                 |                                 |                                 |  |                     |                           |                           |                           |  |
|  | Colegio El Salvador                 | Colegio El Salvador                 | 43                                  |                           |                           |                                      |                                      |                                      |  |                           |                                 |                                 |                                 |  |                     |                           |                           |                           |  |
|  | Colegio El Salvador                 | Colegio El Salvador                 | 43                                  |                           |                           |                                      |                                      |                                      |  |                           |                                 |                                 |                                 |  |                     |                           |                           |                           |  |
|  | Club Natación Sevilla               | Club Natación Sevilla               | 3                                   |                           |                           |                                      |                                      |                                      |  |                           |                                 |                                 |                                 |  |                     |                           |                           |                           |  |
|  | Club Natación Sevilla               | Club Natación Sevilla               | 3                                   |                           | Colegio El Salvador       | Colegio El Salvador                  | 30                                   |                                      |  |                           |                                 |                                 |                                 |  |                     |                           |                           |                           |  |
|  |                                     |                                     |                                     |                           | Colegio El Salvador       | Colegio El Salvador                  | 30                                   |                                      |  |                           |                                 |                                 |                                 |  |                     |                           |                           |                           |  |
|  |                                     |                                     | Canoe Natación Club B               | Canoe Natación Club B     | 6                         |                                      |                                      |                                      |  |                           |                                 |                                 |                                 |  |                     |                           |                           |                           |  |
|  | Canoe Natación Club B               | Canoe Natación Club B               | Canoe Natación Club B               | Canoe Natación Club B     | 6                         | 34                                   |                                      |                                      |  |                           |                                 |                                 |                                 |  |                     |                           |                           |                           |  |
|  | Canoe Natación Club B               | Canoe Natación Club B               |                                     |                           |                           |                                      |                                      |                                      |  |                           |                                 |                                 |                                 |  |                     |                           |                           |                           |  |
|  | CAU Oviedo                          | CAU Oviedo                          | 0                                   |                           |                           |                                      |                                      |                                      |  |                           |                                 |                                 |                                 |  |                     |                           |                           |                           |  |
|  | CAU Oviedo                          | CAU Oviedo                          | 0                                   |                           |                           |                                      |                                      |                                      |  | Colegio El Salvador       | Colegio El Salvador             | 17                              |                                 |  |                     |                           |                           |                           |  |
|  |                                     |                                     |                                     |                           |                           |                                      |                                      |                                      |  | Colegio El Salvador       | Colegio El Salvador             | 17                              |                                 |  |                     |                           |                           |                           |  |
|  |                                     |                                     | Club Natación Barcelona             | Club Natación Barcelona   | 5                         |                                      |                                      |                                      |  |                           |                                 |                                 |                                 |  |                     |                           |                           |                           |  |
|  | XÈ-15 Valencia                      | XÈ-15 Valencia                      | Club Natación Barcelona             | Club Natación Barcelona   | 5                         | 6                                    |                                      |                                      |  |                           |                                 |                                 |                                 |  |                     |                           |                           |                           |  |
|  | XÈ-15 Valencia                      | XÈ-15 Valencia                      |                                     |                           |                           |                                      |                                      |                                      |  |                           |                                 |                                 |                                 |  |                     |                           |                           |                           |  |
|  | CD Universitario Bilbao             | CD Universitario Bilbao             | 3                                   |                           |                           |                                      |                                      |                                      |  |                           |                                 |                                 |                                 |  |                     |                           |                           |                           |  |
|  | CD Universitario Bilbao             | CD Universitario Bilbao             | 3                                   |                           | XÈ-15 Valencia            | XÈ-15 Valencia                       | 11                                   |                                      |  |                           |                                 |                                 |                                 |  |                     |                           |                           |                           |  |
|  |                                     |                                     |                                     |                           | XÈ-15 Valencia            | XÈ-15 Valencia                       | 11                                   |                                      |  |                           |                                 |                                 |                                 |  |                     |                           |                           |                           |  |
|  |                                     |                                     | Club Natación Barcelona             | Club Natación Barcelona   | 23                        |                                      |                                      |                                      |  |                           |                                 |                                 |                                 |  |                     |                           |                           |                           |  |
|  | Real Gijón                          | Real Gijón                          | Club Natación Barcelona             | Club Natación Barcelona   | 23                        | 6                                    |                                      |                                      |  |                           |                                 |                                 |                                 |  |                     |                           |                           |                           |  |
|  | Real Gijón                          | Real Gijón                          |                                     |                           |                           |                                      |                                      |                                      |  |                           |                                 |                                 |                                 |  |                     |                           |                           |                           |  |
|  | Club Natación Barcelona             | Club Natación Barcelona             | 11                                  |                           |                           |                                      |                                      |                                      |  |                           |                                 |                                 |                                 |  |                     |                           |                           |                           |  |
|  | Club Natación Barcelona             | Club Natación Barcelona             | 11                                  |                           |                           |                                      |                                      |                                      |  |                           |                                 |                                 |                                 |  | Colegio El Salvador | Colegio El Salvador       | 20                        |                           |  |
|  |                                     |                                     |                                     |                           |                           |                                      |                                      |                                      |  |                           |                                 |                                 |                                 |  | Colegio El Salvador | Colegio El Salvador       | 20                        |                           |  |
|  |                                     |                                     | Unión Deportiva Samboyana           | Unión Deportiva Samboyana | 9                         |                                      |                                      |                                      |  |                           |                                 |                                 |                                 |  |                     |                           |                           |                           |  |
|  | Agrupación Gimnástica Macarena      | Agrupación Gimnástica Macarena      | Unión Deportiva Samboyana           | Unión Deportiva Samboyana | 9                         | 3                                    |                                      |                                      |  |                           |                                 |                                 |                                 |  |                     |                           |                           |                           |  |
|  | Agrupación Gimnástica Macarena      | Agrupación Gimnástica Macarena      |                                     |                           |                           |                                      |                                      |                                      |  |                           |                                 |                                 |                                 |  |                     |                           |                           |                           |  |
|  | Unión Deportiva Samboyana           | Unión Deportiva Samboyana           | 27                                  |                           |                           |                                      |                                      |                                      |  |                           |                                 |                                 |                                 |  |                     |                           |                           |                           |  |
|  | Unión Deportiva Samboyana           | Unión Deportiva Samboyana           | 27                                  |                           | Unión Deportiva Samboyana | Unión Deportiva Samboyana            | 21                                   |                                      |  |                           |                                 |                                 |                                 |  |                     |                           |                           |                           |  |
|  |                                     |                                     |                                     |                           | Unión Deportiva Samboyana | Unión Deportiva Samboyana            | 21                                   |                                      |  |                           |                                 |                                 |                                 |  |                     |                           |                           |                           |  |
|  |                                     |                                     | Sociedad Deportiva Anoeta           | Sociedad Deportiva Anoeta | 3                         |                                      |                                      |                                      |  |                           |                                 |                                 |                                 |  |                     |                           |                           |                           |  |
|  | Sociedad Deportiva Anoeta           | Sociedad Deportiva Anoeta           | Sociedad Deportiva Anoeta           | Sociedad Deportiva Anoeta | 3                         | 6                                    |                                      |                                      |  |                           |                                 |                                 |                                 |  |                     |                           |                           |                           |  |
|  | Sociedad Deportiva Anoeta           | Sociedad Deportiva Anoeta           |                                     |                           |                           |                                      |                                      |                                      |  |                           |                                 |                                 |                                 |  |                     |                           |                           |                           |  |
|  | Gimnasio Educación y Descanso       | Gimnasio Educación y Descanso       | 0                                   |                           |                           |                                      |                                      |                                      |  |                           |                                 |                                 |                                 |  |                     |                           |                           |                           |  |
|  | Gimnasio Educación y Descanso       | Gimnasio Educación y Descanso       | 0                                   |                           |                           |                                      |                                      |                                      |  | Unión Deportiva Samboyana | Unión Deportiva Samboyana       | 9                               |                                 |  |                     |                           |                           |                           |  |
|  |                                     |                                     |                                     |                           |                           |                                      |                                      |                                      |  | Unión Deportiva Samboyana | Unión Deportiva Samboyana       | 9                               |                                 |  |                     |                           |                           |                           |  |
|  |                                     |                                     | Olímpico-64                         | Olímpico-64               | 3                         |                                      |                                      |                                      |  |                           |                                 |                                 |                                 |  |                     |                           |                           |                           |  |
|  | Club Deportivo Arquitectura         | Club Deportivo Arquitectura         | Olímpico-64                         | Olímpico-64               | 3                         | 6                                    |                                      |                                      |  |                           |                                 |                                 |                                 |  |                     |                           |                           |                           |  |
|  | Club Deportivo Arquitectura         | Club Deportivo Arquitectura         |                                     |                           |                           |                                      |                                      |                                      |  |                           |                                 |                                 |                                 |  |                     |                           |                           |                           |  |
|  | Rugby Club Cornellà                 | Rugby Club Cornellà                 | 8                                   |                           |                           |                                      |                                      |                                      |  |                           |                                 |                                 |                                 |  |                     |                           |                           |                           |  |
|  | Rugby Club Cornellà                 | Rugby Club Cornellà                 | 8                                   |                           | Rugby Club Cornellà       | Rugby Club Cornellà                  | 3                                    |                                      |  |                           |                                 |                                 |                                 |  |                     |                           |                           |                           |  |
|  |                                     |                                     |                                     |                           | Rugby Club Cornellà       | Rugby Club Cornellà                  | 3                                    |                                      |  |                           |                                 |                                 |                                 |  |                     |                           |                           |                           |  |
|  |                                     |                                     | Olímpico-64                         | Olímpico-64               | 6                         |                                      |                                      |                                      |  |                           |                                 |                                 |                                 |  |                     |                           |                           |                           |  |
|  | Olímpico-64                         | Olímpico-64                         | Olímpico-64                         | Olímpico-64               | 6                         | 32                                   |                                      |                                      |  |                           |                                 |                                 |                                 |  |                     |                           |                           |                           |  |
|  | Olímpico-64                         | Olímpico-64                         |                                     |                           |                           |                                      |                                      |                                      |  |                           |                                 |                                 |                                 |  |                     |                           |                           |                           |  |
|  | Sevilla Club de Fútbol              | Sevilla Club de Fútbol              | 9                                   |                           |                           |                                      |                                      |                                      |  |                           |                                 |                                 |                                 |  |                     |                           |                           |                           |  |
|  | Sevilla Club de Fútbol              | Sevilla Club de Fútbol              | 9                                   |                           |                           |                                      |                                      |                                      |  |                           |                                 |                                 |                                 |  |                     |                           |                           |                           |  |
|  |                                     |                                     |                                     |                           |                           |                                      |                                      |                                      |  |                           |                                 |                                 |                                 |  |                     |                           |                           |                           |  |

## Campeonatos Regionales

#### Federación Catalana de Rugby
Sede: Barcelona

Licencias: 918 (607 Sénior, 311 Juvenil)

La liga catalana es en 1970 la competición regional más consolidada de España. Los clubs no son tan dependientes de universidades y otras entidades académicas como en el resto del país. Los grandes clubs de futbol (Barça y Espanyol) tienen sección de rugby, así como los clubs polideportivos con base en la natación y el waterpolo, que usaban el rugby como deporte de invierno (Natación Barcelona, Natación Montjuich y Natación Pueblo Nuevo). Entre los dedicados exclusivamente al rugby también cuentan con el decano del rugby español, la Santboiana (llamada Samboyana por exigencias del régimen franquista) y con otros de pueblos cercanos a Barcelona, como Cornellà y Badalona.

La División A estuvo muy disputada todo el año, con un triple empate en victorias al final del año entre el Natación, la Samboiana y el Cornellá, que tuvo dirimirse por la diferencia de puntos, a favor del primer club.
| División A | División A                 | División B | División B                               |
| ---------- | -------------------------- | ---------- | ---------------------------------------- |
| 1º         | Club Natación Barcelona    | 1º         | Unión Deportiva Samboyana B              |
| 2.º        | Unión Deportiva Samboyana  | 2.º        | Club Natación Barcelona B                |
| 3.º        | Rugby Club Cornellà        | 3.º        | Picadero-Damm B                          |
| 4.º        | Club Natación Montjuich    | 4.º        | Rugby Club Cornellà B                    |
| 5.º        | Picadero-Damm              | 5.º        | Unión Gimnástica y Deportiva de Badalona |
| 6.º        | Barcelona Unión Club (BUC) | 6.º        | Centralban                               |
| 7.º        | Club Natación Pueblo Nuevo | 7.º        | La Salle Bonanova                        |
| 8.º        | Club de Futbol Barcelona B | 8.º        | Club Natación Montjuich B                |
|            |                            | 9.º        | Real Club Deportivo Español              |
|            |                            | 10.º       | Sociedad Deportiva Maquinista            |
|            |                            | 11.º       | Rugby Reus                               |
|            |                            | 12.º       | Barcelona Unión Club (BUC) B             |

#### Federación Castellana de Rugby
Sede: Madrid, Licencias: 862 (593 Sénior, 269 Juvenil)

Sede: León, Licencias: 274 (71 Sénior, 90 Juvenil, 113 Infantil)

Sede: Valladolid, Licencias: 320 (75 Sénior, 117 Juvenil, 128 Infantil)

Aunque la sede central está en Madrid, la federaciones provinciales de León y Valladolid funcionan con autonomía y tienen sus propias competiciones, por lo que la castellana es más propiamente la federación de Madrid. Con 3 divisiones el rugby madrileño sigue en 1970 muy ligado e la universidad, ya que la mayoría de los equipos pertenecen a alguna institución de enseñanza, principalmente colegios mayores (Cisneros, Ensenada, Aquinas, Chaminade...), escuelas técnicas (Arquitectura, Caminos) o al Sindicato Español Universitario (CAU). Solo Canoe y Olímpico son clubs sociales, aunque entre sus filas también cuentan con muchos jugadores de la universidad. Precisamente estos dos equipos fueron los dominadores de la temporada, ganando todos su partidos. El duelo final fue ganado por el Canoe B con un ajustado 6-3 sobre el sorprendente Olímpico. La tercera posición de la escuela de Arquitectura le permitía acceder también a la fase de ascenso.

El campeonato de Valladolid era un mixto con equipos "universitarios", y aunque no se llegó a terminar, el equipo del colegio El Salvador había ganado con solvencia todos sus partidos. Para clasificarse en la Copa FER, debía cruzarse con el campeón leonés, que aunque no tenían liga mandaron como representante al CAU-León. El partido fue fácilmente superado por los pucelanos con un 48-0.
| Madrid División A | Madrid División A           | Madrid División B | Madrid División B                | Madrid División C | Madrid División C           | Valladolid | Valladolid                          |
| ----------------- | --------------------------- | ----------------- | -------------------------------- | ----------------- | --------------------------- | ---------- | ----------------------------------- |
| 1º                | Canoe Natación Club B       | 1º                | Escuela Automovilística Ejército | 1º                | Colegio Mayor San Agustín   | 1º         | El Salvador                         |
| 2.º               | Olímpico-64                 | 2.º               | Olímpico-64 B                    | 2.º               | C.A. Universitario (CAU) D  | 2.º        | Colegio Inglés de Valladolid        |
| 3.º               | Club Deportivo Arquitectura | 3.º               | C.A. Universitario (CAU) C       | 3.º               | Residencia General Franco   | 3.º        | Estudiantes San José                |
| 4.º               | Colegio Mayor Ensenada      | 4.º               | Canoe Natación Club C            | 4.º               | Colegio Mayor Ensenada B    | 4.º        | Colegio San Carlos Valladolid       |
| 5.º               | Colegio Mayor Chaminade     | 5.º               | Colegio Mayor Antonio de Nebrija | 5.º               | Club de Rugby Liceo Francés | 5.º        | Club Deportivo Peritos Industriales |
| 6.º               | C.A. Universitario (CAU) B  | 6.º               | Club Deportivo Caminos           | 6.º               | Colegio Espíritu Santo      | 6.º        | Club Deportivo Medicina Valladolid  |
| 7.º               | Colegio Mayor Cisneros B    | 7.º               | Real Sociedad Deportiva Alcalá   | 7.º               | Filosofía y Letras          | 7.º        | Asociación Deportiva Castilla       |
| 8.º               | Colegio Mayor Aquinas       | 8.º               | Colegio Mayor Aquinas B          |                   |                             |            |                                     |

#### Otras Federaciones
Federación Andaluza. Sede: Sevilla, Licencias: 474 (265 Sénior, 209 Juvenil)

Federación Asturiana. Sede: Gijón, Licencias: 429 (145 Sénior, 161 Juvenil, 123 Infantil)

Federación Vasco-Navarra. Sede: San Sebastián, Licencias: 353 (248 Sénior, 105 Juvenil)

Federación Valenciana. Sede: Valencia, Licencias: 438 (244 Sénior, 125 Juvenil, 69 Infantil)

Federación Aragonesa. Sede: Zaragoza, Licencias: 306 (145 Sénior, 161 Juvenil)

En el resto de España el rugby continúa siendo minoritario. En Andalucía en 1970 se reduce el número de licencias y algunos clubs desaparecen, dejando la liga en una sola división, aunque tenían asegurados tres puestos para la copa FER. 

Asturias es un caso atípico, a pesar del reducido tamaño de la región su número de licencias es más alto que otras regiones más pobladas.

La federación vasco-navarra está muy centrada en Guipúzcoa, con solo un club de Vizcaya y sin representación de Álava y Navarra.
 
En Levante, con una liga cada vez más consolidada, el ambiente de rugby se centra en Valencia, ciudad universitaria.

Por último en Aragón no hay una liga, solo 3 equipos de Zaragoza se juegan su pase a la FER, aunque su representante es eliminado en la previa.  
| Andaluza | Andaluza                       | Asturiana | Asturiana                    | Vasco-Navarra | Vasco-Navarra                       | Valenciana | Valenciana                    | Aragonesa | Aragonesa                            |
| -------- | ------------------------------ | --------- | ---------------------------- | ------------- | ----------------------------------- | ---------- | ----------------------------- | --------- | ------------------------------------ |
| 1º       | Sevilla Club de Fútbol         | 1º        | Real Gijón                   | 1º            | Sociedad Deportiva Anoeta           | 1º         | Gimnasio Educación y Descanso | 1º        | Aragón Rugby Club                    |
| 2.º      | Club Natación Sevilla          | 2.º       | CAU Oviedo                   | 2.º           | Club Atlético San Sebastián B       | 2.º        | XÈ-15 Valencia                | 2.º       | Club Deportivo Universitario Galenos |
| 3.º      | Agrupación Gimnástica Macarena | 3.º       | Universidad Laboral de Gijón | 3.º           | Club Deportivo Universitario Bilbao | 3.º        | Tatami Rugby Club             | 3.º       | Club de Rugby Veterinaria Zaragoza   |
| 4.º      | Arquitectura de Sevilla        | 4.º       | Combinado-68                 | 4.º           | Hernani Club de Rugby               | 4.º        | Levante Unión Deportiva       |           |                                      |
| 5.º      | Medicina de Sevilla            | 5.º       | Costa Verde Rugby Club       | 5.º           | Oargui-Alaiki Irún                  | 5.º        | OJE-Cullera                   |           |                                      |
| 6.º      | Club Pineda                    | 6.º       | Escuela Ingenieros Técnicos  | 6.º           | Centauro Club de Rugby              | 6.º        | CD. Agrónomos de Valencia     |           |                                      |
| 7.º      | Club Industriales de Sevilla   | 7.º       | Fundación Revillagigedo      |               |                                     | 7.º        | CD Medicina de Valencia       |           |                                      |
| 8.º      | Atlético Dos Hermanas          | 8.º       | Club Cuervos de Pravia       |               |                                     |            |                               |           |                                      |

## Competiciones internacionales

### Vª Copa de Naciones F.I.R.A. (Sénior 2.ª División)
España participaba en el grupo B con opciones de ascender al grupo A. Superó la primera fase venciendo a Yugoslavia en Madrid, e imponiéndose a domicilio a Polonia con un ajustado 6-8 en Poznan. Sin embargo en la final no pudo superar a la potente selección de Marruecos en Casablanca.

#### Grupo B1
| \| \| GRUPO A \| |            |     |   |   |   |    |    |     |
| Pos              | Equipo     | Jug | V | E | D | PF | PC | Pts |
| 1                | España     | 2   | 2 | 0 | 0 | 22 | 9  | 6   |
| 2                | Yugoslavia | 2   | 1 | 0 | 1 | 19 | 23 | 4   |
| 3                | Polonia    | 2   | 0 | 0 | 2 | 15 | 20 | 2   |
|                  | GRUPO A    |     |   |   |   |    |    |     |

Partidos:

| Ciudad     | Fecha      | Local      | Resultado | Visitante  |
| ---------- | ---------- | ---------- | --------- | ---------- |
| Madrid     | 21-12-1969 | España     | 14-3      | Yugoslavia |
| S. Palanka | 5-04-1970  | Yugoslavia | 12-9      | Polonia    |
| Poznan     | 26-04-1970 | Polonia    | 6-8       | España     |

#### Grupo B2
| \| \| GRUPO A \| |              |     |   |   |   |    |    |     |
| Pos              | Equipo       | Jug | V | E | D | PF | PC | Pts |
| 1                | Marruecos    | 2   | 2 | 0 | 0 | 32 | 16 | 6   |
| 2                | Portugal     | 2   | 0 | 1 | 1 | 17 | 18 | 3   |
| 3                | Países Bajos | 2   | 0 | 1 | 1 | 17 | 32 | 3   |
|                  | GRUPO A      |     |   |   |   |    |    |     |

Partidos:

| Ciudad     | Fecha      | Local        | Resultado | Visitante    |
| ---------- | ---------- | ------------ | --------- | ------------ |
| Casablanca | 21-3-1970  | Marruecos    | 23-8      | Países Bajos |
| Hilversum  | 5-04-1970  | Países Bajos | 9-9       | Portugal     |
| Barreiro   | 12-04-1970 | Portugal     | 8-9       | Marruecos    |

#### Final
| Ciudad     | Fecha     | Local     | Resultado | Visitante |
| ---------- | --------- | --------- | --------- | --------- |
| Casablanca | 10-5-1970 | Marruecos | 11-8      | España    |

### VICopa Ibérica
La Copa Ibérica de rugby se disputa anualmente desde 1965 por clubes afiliados a la Federación Española de Rugby y a la Federação Portuguesa de Rugby. Entre 1965 e 1971 era disputada por dos clubes de cada país, que se enfrentaban entre ellos en formato de copa con semifinales y final. Para la edición de 1970 la representación española fueron el campeón (CM Cisneros) y subcampeón (CF Barcelona) del Campeonato de España de 1969. El evento se celebró en Lisboa entre el 27 de febrero y el 1 de marzo. Los equipos visitantes se impusieron a los representantes portugueses y se dio una final española en la que se impuso el equipo catalán que obtuvo así su primera (y única hasta ahora) Copa Ibérica.
|  | Semifinales              | Semifinales              |    |                    | Final                  | Final |  |
|  |                          |                          |    |                    |                        |       |  |
|  |                          |                          |    |                    |                        |       |  |
|  | 27 de febrero de 1970    |                          |    |                    |                        |       |  |
|  | Colegio Mayor Cisneros   | 28                       |    |                    |                        |       |  |
|  | Académica de Coimbra     | 8                        |    |                    |                        |       |  |
|  |                          |                          |    |                    |                        |       |  |
|  |                          |                          |    |                    | 1 de marzo de 1970     |       |  |
|  |                          |                          |    |                    | Colegio Mayor Cisneros | 8     |  |
|  |                          | Club de Fútbol Barcelona | 12 |                    |                        |       |  |
|  |                          |                          |    |                    |                        |       |  |
|  |                          |                          |    |                    |                        |       |  |
|  |                          |                          |    |                    | Tercer lugar           |       |  |
|  | 28 de febrero de 1970    | 28 de febrero de 1970    |    | 1 de marzo de 1970 | 1 de marzo de 1970     |       |  |
|  | CDU de Lisboa            | 8                        |    | CDU de Lisboa      | 12                     |       |  |
|  | Club de Fútbol Barcelona | 16                       |    |                    | Académica de Coimbra   | 6     |  |